# Mogurnda
Mogurnda es un género de peces de la familia Eleotridae.
Se distribuyen todos los Asia y Oceanía.

## Especies
Este género contienen las siguientes especies:
- Mogurnda adspersa (Castelnau, 1878)
- Mogurnda aiwasoensis (Allen & Renyaan, 1996)
- Mogurnda aurifodinae (Whitley, 1938)
- Mogurnda aurofodinae (Whitley, 1938)
- Mogurnda australis (Krefft, 1864)
- Mogurnda cingulata (Allen & Hoese, 1991)
- Mogurnda clivicola (Allen & Jenkins, 1999)
- Mogurnda furva (Allen & Hoese, 1986)
- Mogurnda kaifayama (Allen & Jenkins, 1999)
- Mogurnda kutubuensis (Allen & Hoese, 1986)
- Mogurnda larapintae (Zietz, 1896)
- Mogurnda lineata (Allen & Hoese, 1991)
- Mogurnda maccuneae (Jenkins, Buston & Allen, 2000)
- Mogurnda magna (Allen & Renyaan, 1996)
- Mogurnda malsmithi (Allen & Jebb, 1993)
- Mogurnda mbuta (Allen & Jenkins, 1999)
- Mogurnda mogurnda (Richardson, 1844)
- Mogurnda mosa (Jenkins, Buston & Allen, 2000)
- Mogurnda nesolepis (Weber, 1907)
- Mogurnda oligolepis (Allen & Jenkins, 1999)
- Mogurnda orientalis (Allen & Hoese, 1991)
- Mogurnda pardalis (Allen & Renyaan, 1996)
- Mogurnda pulchra (Horsthemke & Staeck, 1990)
- Mogurnda spilota (Allen & Hoese, 1986)
- Mogurnda thermophila (Allen & Jenkins, 1999)
- Mogurnda variegata (Nichols, 1951)
- Mogurnda vitta (Allen & Hoese, 1986)
- Mogurnda wapoga (Allen, Jenkins & Renyaan, 1999)